# Mark Rossiter
Mark Rossiter (Sligo, 27 maggio 1983) è un ex calciatore irlandese, di ruolo difensore.

## Carriera
Cresciuto nel Sunderland, rimase lontano dai campi di gioco per due anni e mezzo a causa di gravi infortuni.
Nel gennaio 2007 venne ingaggiato dal Bohemian.

## Palmarès
- Campionato irlandese: 2

Bohemians: 2008, 2009
- Coppa d'Irlanda: 1

Bohemians: 2008
- Coppa di Lega irlandese: 1

Bohemians: 2009